# Echinogammarus spinulicornis
Echinogammarus spinulicornis is een vlokreeftensoort uit de familie van de Gammaridae. De wetenschappelijke naam van de soort is voor het eerst geldig gepubliceerd in 1971 door Pinkster & Stock.